# Rowley (East Riding of Yorkshire)
Rowley is een civil parish in het bestuurlijke gebied East Riding of Yorkshire, in het Engelse graafschap East Riding of Yorkshire met 1015 inwoners.